# Arco circum-horizontal
O arco circum-horizontal é um fenômeno ótico pertencente à família dos halos de gelo. Apresenta-se paralelo ao horizonte e com grande extensão se plenamente desenvolvido. Com cores bastante vívidas, forma-se quando o Sol está a uma altura superior a 57,8 graus acima do horizonte, o que o impede de se formar em latitudes superiores a 55°, nas quais o Sol não alcança tal altura em relação ao horizonte.

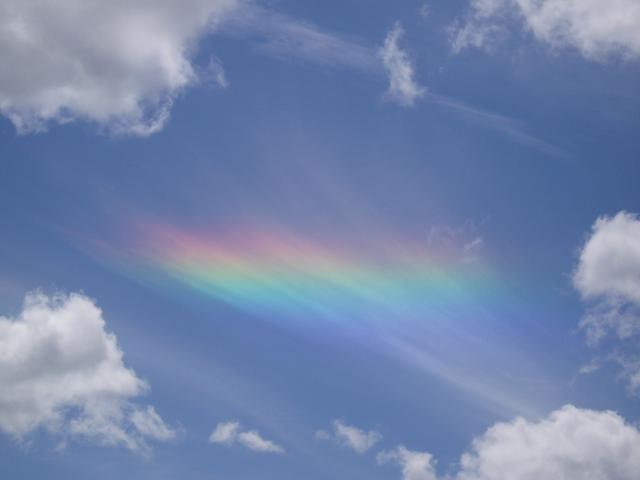
Arco circum-horizontal

Esse arco se forma quando a luz entra pela face lateral de um cristal de gelo prismático e hexagonal e sai pela base inferior do cristal. Tal fenômeno nunca ocorre simultaneamente a um arco circunzenital.

## Formação

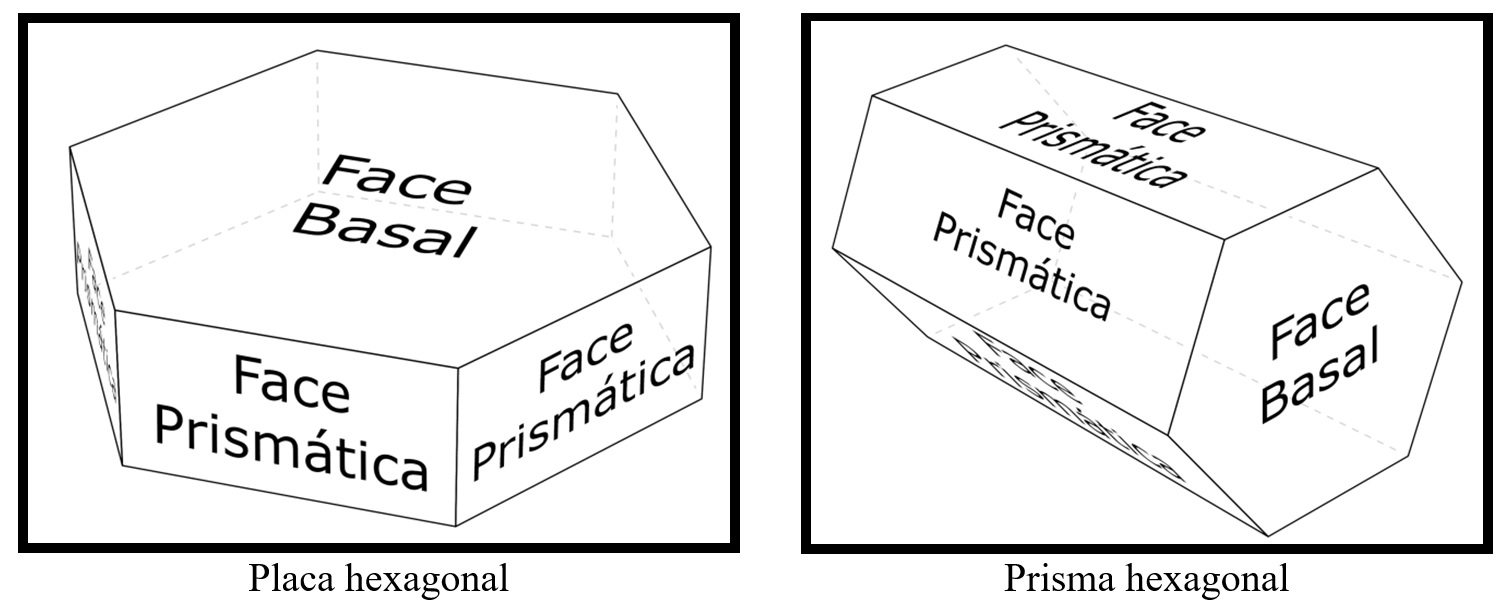
Nomenclatura das faces dos cristais de gelo

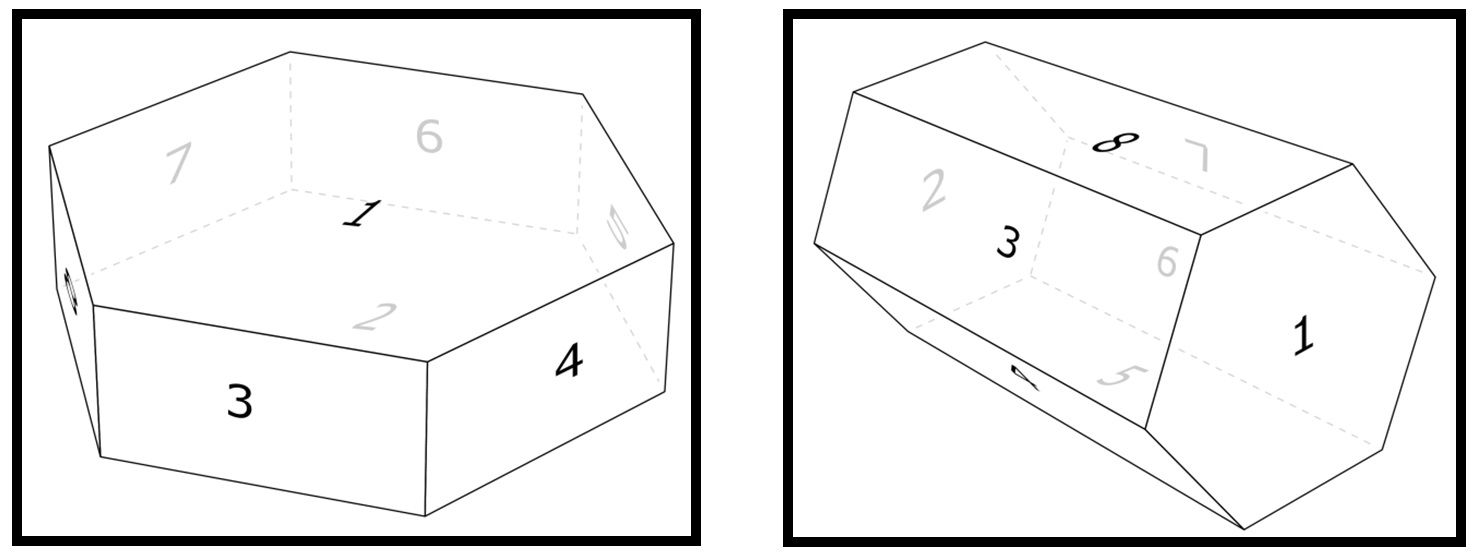
Numeração das faces dos cristais de gelo. As faces são convencionalmente numeradas da seguinte forma: as faces basais recebem os números 1 e 2; as faces prismáticas são numeradas sequencialmente de 3 a 8.

O arco circum-horizontal é formado pela interação da luz solar (ou lunar) com cristais de gelo presentes em nuvens de alta altitude, principalmente cirrostratus e cirrus. Os cristais normalmente apresentam-se de duas formas principais, e ambas podem ser responsáveis pela formação do arco circum-horizontal: placas hexagonais e prismas hexagonais.
As placas hexagonais são placas finas com duas bases planas hexagonais (chamadas faces basais), paralelas entre si, ligadas por 6 faces laterais (chamadas faces prismáticas). Os prismas hexagonais são colunas alongadas, também com duas faces basais e 6 faces laterais.

### Formação pelas placas hexagonais
Para que o arco circum-horizontal ocorra é necessário que haja uma população de placas hexagonais com suas faces basais paralelas à superfície. As placas nessa condição são chamadas "placas hexagonais orientadas". Em outras palavras, elas estão livres para girarem apenas no eixo vertical.
A luz solar ou lunar entra pela face prismática do cristal de gelo que se encontra na vertical (qualquer face 3 a 8) por refração e sai pela face basal (face 2), também por refração.

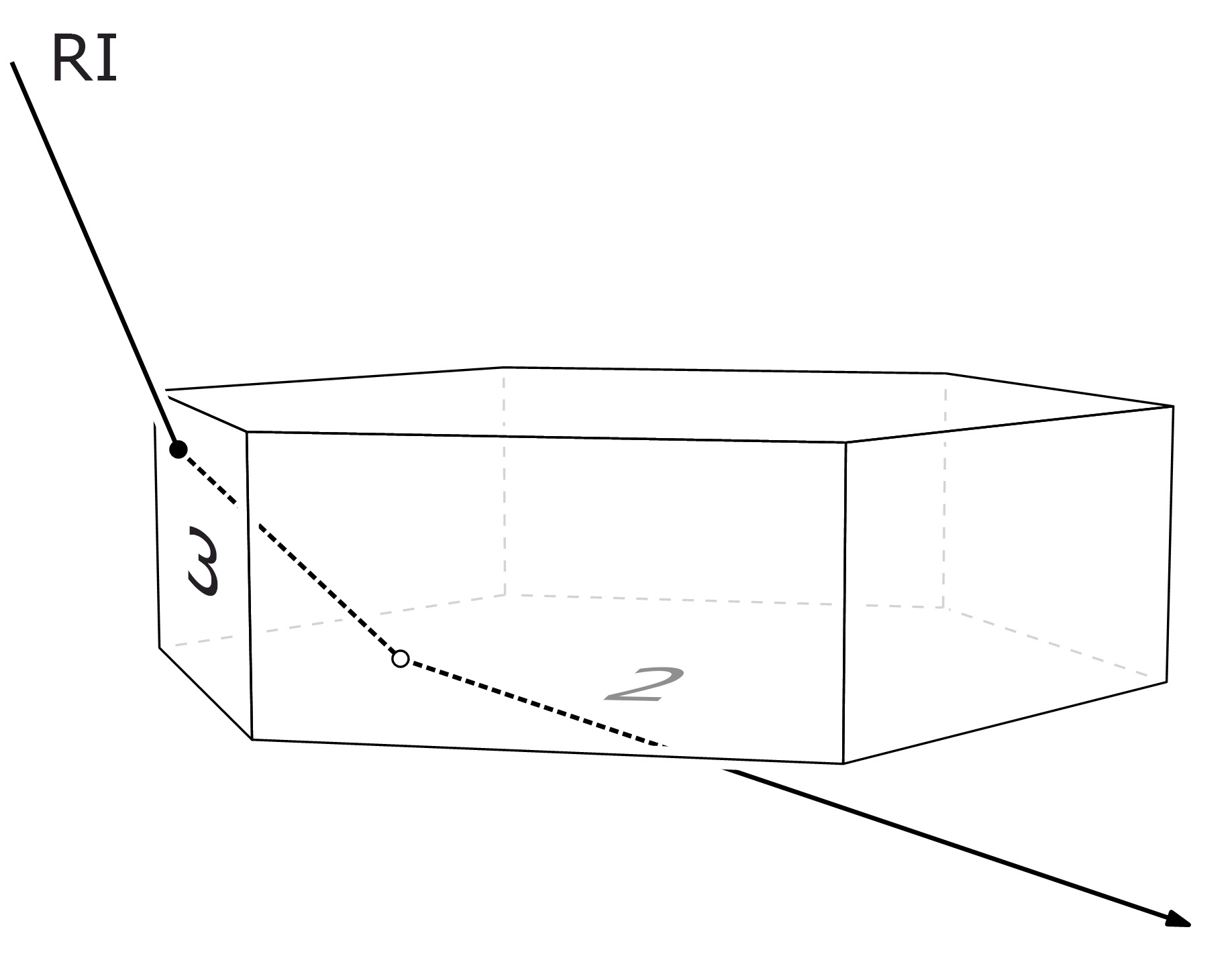
Trajetória da luz pela placa hexagonal na formação do arco circum-horizontal - RI: raio incidente

A trajetória como apresentado na figura então é a 3-2. No entanto, por questão de simplificação, adota-se, normalmente, os menores números para cada face. Por simetria um cristal pode estar com sua face basal número 1 virada para cima ou para baixo e, sob esta lógica, a trajetória é a 3-1 (duas refrações).

### Formação por prismas hexagonais

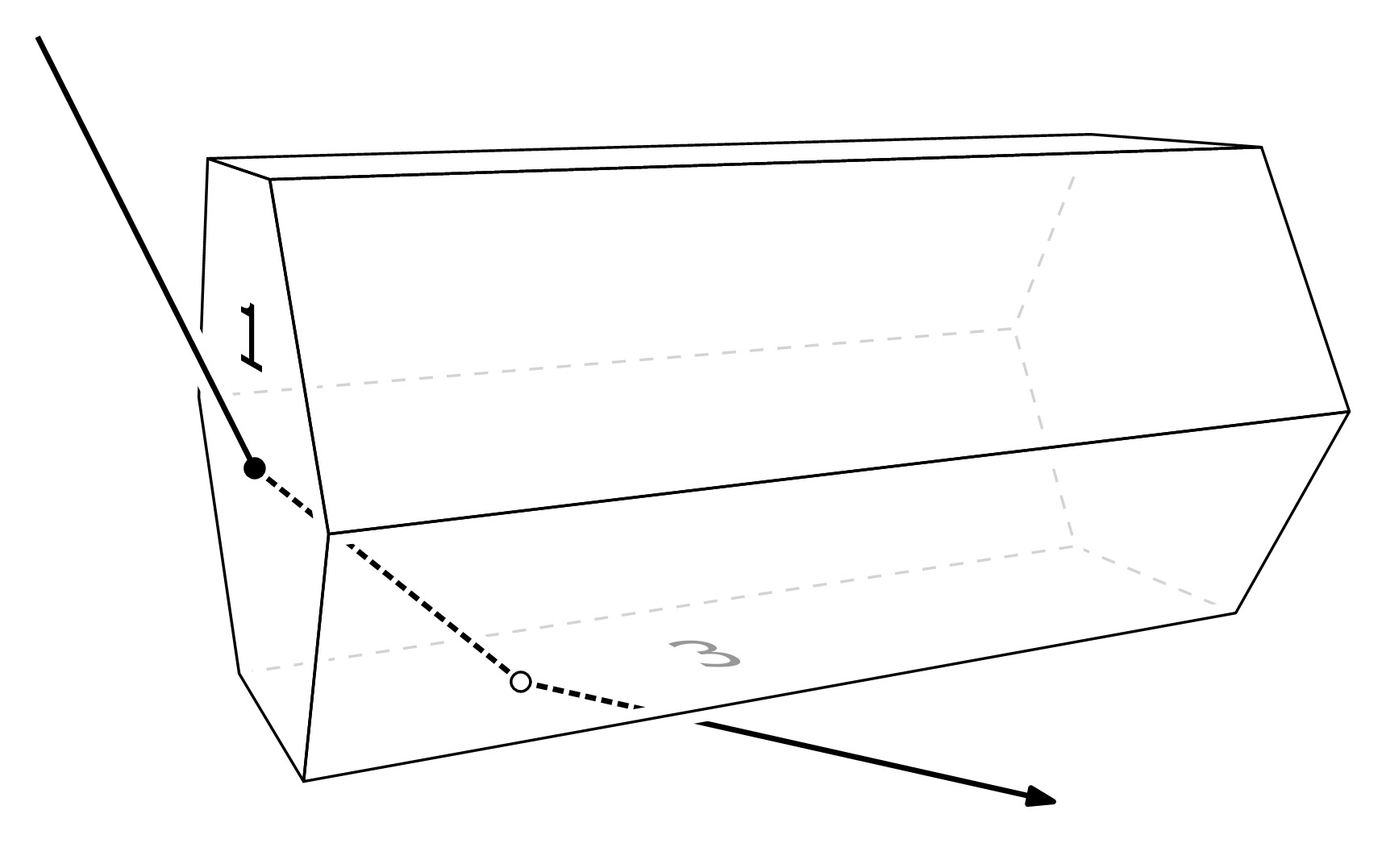
Trajetória da luz pelo prisma hexagonal na formação do arco circum-horizontal

Para a formação do arco circum-horizontal por meio de prismas hexagonais, deve haver uma população desses prismas com uma face prismática paralela à superfície. Em outras palavras, os prismas estão "deitados", repousando sobre uma das suas faces prismáticas (podem girar apenas no eixo vertical). Os prismas dessa forma são chamados "prismas hexagonais com orientação de Parry", ou simplesmente "prismas de Parry" e são raros de ocorrer.
A luz solar ou lunar entra pela face basal que está na vertical (face 1) e sai pela face lateral que se encontra embaixo (face 3). A trajetória então é a 1-3 (duas refrações).

## Ocorrências e observação

Posição do arco circum-horizontal para várias alturas do sol. A animação representa a posição do arco circum-horizontal para alturas do sol entre 56 graus (altura tal que ele ainda não se forma) até 90 graus (zênite). O sol é representado pelo pequeno ponto branco e as linhas estão distantes 10 graus entre si. Com o sol a 58 graus, o arco localiza-se praticamente no horizonte e é bastante difuso. Com o sol mais alto o arco torna-se mais alongado e forte. Contudo, quando o sol aproxima-se do zênite, o fenômeno volta a ficar mais fraco até desaparecer.

O arco circum-horizontal forma-se baixo no céu quando o sol está alto (acima de 58 graus de altura). Esse fato impõe restrições quando à aparição do arco dependendo do local e da época do ano. Além do mais, caso o sol esteja muito próximo da altura mínima para a formação do arco circum-horizontal (como 60 graus, por exemplo), o fenômeno será muito difuso e estará muito próximo do horizonte, fazendo com que obstáculos naturais ou artificiais impeçam a sua visualização.

## Dimensões
O arco circum-horizontal é formado por cristais com apenas um grau de liberdade (rotação apenas em torno do eixo vertical), de modo que o fenômeno possui apenas dimensão linear para cada comprimento de onda. Isto posto deduz-se que suas cores não são misturadas, deixando-as puras.
Em alguns casos os cristais podem ter leves rotações nos outros eixos, não estando suas faces perfeitamente orientadas. Isso deixa o arco circum-horizontal mais difuso e com cores levemente misturadas.
O melhor desenvolvimento do fenômeno ocorre quando o sol está a 68 graus de altura. Nesse caso o arco encontra-se a 22 graus de distância do zênite e 46 graus separam o sol do arco, sendo essa a menor distância entre eles. Para os casos do sol mais alto ou mais baixo que 68 graus, a distância sol-arco aumenta.